# Lubocześnica
Lubocześnica – wieś w Polsce, położona w województwie wielkopolskim, w powiecie szamotulskim, w gminie Pniewy.
W latach 1975–1998 wieś administracyjnie należała do województwa poznańskiego.
Na północ od wsi znajduje się Jezioro Lubocześnickie.
Wieś Luboczesnica położona była w 1580 roku w powiecie poznańskim województwa poznańskiego. 